# Mycetoma deinekini
Mycetoma deinekini is een keversoort uit de familie winterkevers (Tetratomidae). De wetenschappelijke naam van de soort werd in 1912 gepubliceerd door Jan Roubal.